# Bitwa o Gdańsk

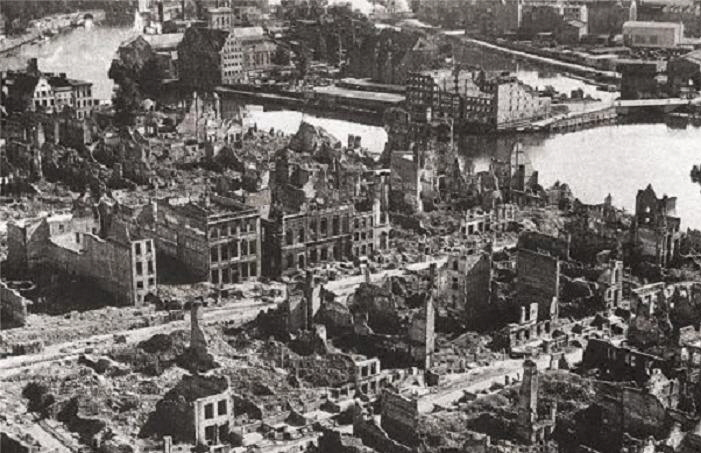
Śródmieście Gdańska po bitwie

Bitwa o Gdańsk – starcie zbrojne mające miejsce w dniach 14–30 marca 1945 roku między wojskami 1 Brygady Pancernej im. Bohaterów Westerplatte z 1 Armii Wojska Polskiego i Armii Czerwonej a wojskami niemieckimi, zakończone wyzwoleniem Wolnego Miasta Gdańska spod władzy reżimu III Rzeszy.

## Przebieg działań bojowych
Dowództwo niemieckie do obrony rejonu Gdyni i Gdańska wykorzystało ponad 20 dywizji z VII Korpusu Pancernego, XLVI Korpusu Pancernego, XXIII Korpusu Piechoty, XXVII Korpusu Piechoty i XVIII Korpusu Górskiego należących do 2 Armii dowodzonej przez generała Dietricha von Sauckena. Dodatkowo obrona lądowa wspierana była przez lotnictwo mające do dyspozycji ponad 100 samolotów i marynarkę wojenną. W porcie gdańskim stało między innymi 6 krążowników i 5 niszczycieli. Rejon Gdańska i samo miasto zostało przygotowane solidnie do obrony. Dowodzenie 50-tysięcznym garnizonem Gdańska powierzono generałowi Feldmannowi. Aby odciążyć kierunek berliński w walkach o Gdańsk planowano związać znaczne siły wojsk radzieckich, dlatego przed liniami transzei umieszczono pola minowe, rowy przeciwczołgowe oraz zapory z drutu kolczastego.
W rejon Gdańska wojska Armii Czerwonej dotarły 13 marca 1945 roku. Do pierwszych walk doszło w dniu następnym gdy ruszyło radzieckie natarcie. Po kilku dniach walk przełamane zostały linie obrony i czerwonoarmiści dotarli do granic miasta. Wojska radzieckie wspierała 4 Armia Powietrzna dowodzona przez generała pułkownika Konstantina Wierszynina.
Aby uniknąć niepotrzebnego przelewu krwi, strat wśród ludności i zniszczeń w mieście marszałek Konstanty Rokossowski, dowódca 2 Frontu Białoruskiego, 24 marca wystosował ultimatum z propozycją kapitulacji. Ultimatum pozostało jednak bez odpowiedzi, co spowodowało, że natarcie na niemieckie pozycje w Gdańsku ruszyło ponownie. Razem z czerwonoarmistami w walkach o zdobycie miasta uczestniczyli żołnierze polscy służący w 1 Brygadzie Pancernej ludowego Wojska Polskiego. W zachodniej części miasta walczyły pododdziały dowodzone przez majora Daniela Kulika i porucznika Juliana Miazgę. Po ciężkich walkach żołnierze polscy dotarli do ulicy Długi Targ i do Dworu Artusa. Na jego frontonie podporucznik Bronisław Wilczewski i chorąży Zbigniew Michel zatknęli biało-czerwony sztandar będący symbolem powrotu Gdańska do Polski. Niemcy broniący się w porcie ewakuowali się na Hel, pozostali ponosząc dotkliwe straty skapitulowali po zepchnięciu w bagnistą deltę Wisły.
W walkach o Gdańsk poległo ponad 3000 żołnierzy radzieckich. Wśród poległych byli generał Sobir Rahimov i major Iwan Markiejew. Straty polskie wynosiły 88 zabitych i 193 rannych. 1 Brygada Pancerna im. Bohaterów Westerplatte straciła 38 czołgów.
W czasie wymiany ognia między wojskami niemieckimi, polskimi i radzieckimi zniszczeniu uległo 12 655 budynków, to jest 55% zabudowy miasta. Poważnym zniszczeniom uległ port. Z 87 urządzeń portowych przetrwało tylko 7, wycofujące się wojska niemieckie zniszczyły falochrony w około 90% i nabrzeże w około 50%.

## Upamiętnienie
W okresie Polski Ludowej przy ulicy Giełguda w Gdańsku wzniesiono Pomnik Wdzięczności i pomnik matek żołnierzy polskich i radzieckich. W 33 rocznicę wyzwolenia Gdańska na Biskupiej Górce umieszczono tablicę informującą, że na wzgórzu mieścił się punkt dowodzenia 65 Armii dowodzonej przez generała armii Pawła Batowa.